# 室崎益輝
室崎 益輝（むろさき よしてる、1944年（昭和19年）8月21日 - ）は、日本の防災工学者。

## 経歴・人物
兵庫県に生まれる。1967年（昭和42年）京都大学工学部建築学科卒業。のち同大学大学院工学研究科修士課程修了。
神戸大学都市安全研究センター教授、独立行政法人消防研究所理事長、関西学院大学災害復興制度研究所長、神戸大学名誉教授、ひょうご震災記念21世紀研究機構副理事長、兵庫県立大学防災教育研究センター長、ひょうごボランタリープラザ所長、海外災害援助市民センター副代表などを歴任した。
学会等では日本火災学会会長、日本災害復興学会会長、地区防災計画学会会長、消防審議会会長などを歴任した。
受賞歴に日本火災学会賞、日本建築学会賞、都市住宅学会賞、防災功労者内閣総理大臣表彰、兵庫県社会賞、第70回NHK放送文化賞などがある。
著書に『地域計画と防火』、『ビル火災』、『危険都市の証言』、『建築防災・安全』など。

## 主な著書
- 室崎益輝、神戸新聞総合出版センター 編『災害に向き合い、人間に寄り添う』神戸新聞総合出版センター、2022年3月30日。ISBN 978-4343011527。 NCID BC14384598。
- 室崎益輝、矢守克也、西澤雅道 ほか 編『地区防災計画学の基礎と実践』弘文堂、2022年3月7日。ISBN 978-4335552083。 NCID BC13221758。
- 室崎益輝、橋本俊哉 編『「復興のエンジン」としての観光―「自然災害に強い観光地」とは―』創成社、2021年1月19日。ISBN 978-4794432148。 NCID BC05051969。
- 室崎益輝、幸田雅治、佐々木晶二 ほか 編『自治体の機動力を上げる 先例・通知に学ぶ大規模災害への自主的対応術』第一法規、2019年10月8日。ISBN 978-4474066724。 NCID BB29160316。
- 室崎益輝、冨永良喜、兵庫県立大学大学院減災復興政策研究科 編『災害に立ち向かう人づくり:減災社会構築と被災地復興の礎』ミネルヴァ書房、2018年5月10日。ISBN 978-4623082414。 NCID BB25983870。
- 室崎益輝、岡田憲夫、中林一樹 ほか 編『災害対応ハンドブック』法律文化社、2016年5月24日。ISBN 978-4589037312。 NCID BB21324974。
- 志岐常正、池田碩、田結庄良昭 ほか 編『現代の災害と防災 ─その実態と変化を見据えて』本の泉社、2016年5月20日。ISBN 978-4780712766。 NCID BB21372230。